# Glomeris contraria
Glomeris contraria är en mångfotingart som beskrevs av Karl Wilhelm Verhoeff 1935. Glomeris contraria ingår i släktet Glomeris och familjen klotdubbelfotingar. Inga underarter finns listade i Catalogue of Life.